# ساعة الإغلاق (مسلسل تلفزيوني)
ساعة الإغلاق  مسلسل درامي حربي إسرائيلي من إخراج يارون زيلبرمان يستند إلى سيناريو من تأليف رون ليشيم وأميت كوهين ودانييل أمسيل ونجوم أفيف ألوش وليور أشكنازي وماور شوايزر وغيرهم.  وتم تصويره لمدة شهرين تقريبًا اعتبارًا من 21 يوليو 2019 .   [6] لغرض تصوير المسلسل ، تم تجديد الخزانات القديمة وإصلاحها واستخدامها للسفر  . تم بث الحلقة الأولى من الموسم الأول على Here 11 في 19 أكتوبر 2020 .
المسلسل يصور معارك حرب أكتوبر ، حيث يركز الموسم الأول على الجبهة الشمالية للحرب في الجولان السوري، كما تم التخطيط لموسم ثان يركز على الجبهة الجنوبية للقتال مع مصر. وُصف المسلسل بأنه من أغلى المسلسلات التلفزيونية في إسرائيل ، عندما تم استخدام تقنيات متطورة لإعادة خلق المعارك ، بما في ذلك معركة تل المخافي ، حيث بلغت تكلفة كل حلقة مليون دولار.  
في 13 أكتوبر 2020 ، تم الإعلان عن بيع المسلسل إلى شبكة البث HBO . المسلسل سيبث على خدمة البث HBO Max ، بعد ثلاثة أسابيع من بث الحلقة الأولى في إسرائيل. 

## ملخص قصة المسلسل
في 6 أكتوبر 1973 ، اندلعت حرب يوم الغفران ، عندما شنت مصر وسوريا هجومًا كاسحًا مفاجئًا للأراضي التي تسيطر عليها إسرائيل منذ ست سنوات في يوم الغفران. تُروى القصة من وجهة نظر ثلاث شخصيات ألقيت في قلب الحرب.  

## فريق من الممثلين والشخصيات
- يوآف مزوز ( أفيف علوش ) - قائد فصيلة في لواء غولاني ، قائد ثكنة حرمون . يستخف بتحذير أفينوعام شبيرا من أن الحرب على وشك الاندلاع وبعد الهجوم السوري يحاول منع الجنود من الوقوع في الأسر السورية. عاشق دافني.
- ساندوري ( توم حجاي ) - ضابط مخابرات في موقع على جبل الشيخ.
- ( أفينوام شابيرا ) شاهار تبوخ - جندي في وحدة سرية في سلاح المخابرات يحاول عبثًا التحذير من أن الحرب على وشك الاندلاع . لديه الكثير من المعرفة السرية ويخشى أن يتم القبض عليه.

### قسم الخزان
- أفيرام ( عيدو بارتيل ) - قائد الفصيلة المتمركزة أمام هضبة الجولان.
- نمرود كاسبي ( عمر بيرلمان ) - رقيب أول.
- ملاخي ( ماور شفايتسر ) - ناشط في منظمة الفهود السود . سائق دبابة. أفلت من الاعتقال للانضمام إلى القتال.
- ماركو ( عوفر حيون ) - عضو فريق الدبابات. ناشط في حركة الفهود السود .
- جاكي الوش ( إيمري بيتون ) - عضو طاقم الدبابة. من حركة الفهد الأسود لكنها أقل تشددًا من أعضائها.

### آخرون
- دافني ( جوي ريجر ) - ضابط يصر على البقاء في خط المواجهة على الرغم من أوامر الجيش الإسرائيلي بإخلاء النساء بالكامل من منطقة مرتفعات الجولان . تبحث عن حبيبها المفقود يوآف.
- تمير ( توم أفني ) - ضابط عمليات قائد الدفنة.

### جنود أخرون
- يوني بن درور ( لي بيرن ) - جندي في لواء المظليين ، نشأ في فرنسا .

### المزيد من الشخصيات
- ماني بن درور ( ليئور اشكنازي ) - مذيع إذاعي. يخرج للبحث عن ابنه المفقود جون.
- ريكي ( ليدور إدري ) - عاشق جاكي.
- ( توم غال )
- (أوهاد نولر )
- ( أمي سمولارتشيك )
- ( أوفري بيترمان )

## روابط خارجية
ساعة الإغلاق على موقع IMDb (الإنجليزية)
- ساعة الإغلاق على موقع كينوبويسك (الروسية)
- ساعة الإغلاق على موقع قاعدة بيانات الفيلم (الإنجليزية)

## الحواشي
1. ↑  במדינות המערב הסדרה שווקה בשם "עמק הבכא"
2. ↑  "معلومات عن ساعة الإغلاق (مسلسل تلفزيوني) على موقع ishim.co.il". ishim.co.il. مؤرشف من נעילה الأصل في 2022-12-02. {{استشهاد ويب}}: تحقق من قيمة |مسار= (مساعدة)
3. ↑  "معلومات عن ساعة الإغلاق (مسلسل تلفزيوني) على موقع kinopoisk.ru". kinopoisk.ru. مؤرشف من الأصل في 2021-05-10.
4. ↑  "معلومات عن ساعة الإغلاق (مسلسل تلفزيوني) على موقع edb.co.il". edb.co.il. مؤرشف من الأصل في 2021-02-26.
5. ↑  ג'רוזלם פוסט, Production begins on ‘Valley of Tears,’ Israel’s most ambitious TV show ever
6. ↑  Production Begins On Israel’s Biggest-Budget TV Drama Series ‘Valley Of Tears’; Lior Ashkenazi Stars In 8-Part Mini Set Against Yom Kippur War
7. ↑  واي نتقالب:כ, הסדרה שמחברת בין משחקי הכס ומלחמת יום כיפור
8. ↑  قالب:מעריב אונליין
9. ↑  قالب:הארץ
10. ↑  قالب:הארץ
11. ↑  قالب:קישור כללי
12. ↑  Production Begins on New Israeli TV Series ‘Valley of Tears,’ Set Against Yom Kippur War
13. ↑  "שעת נעילה" באתר SeriesMania.com